# Thế vận hội Mùa hè 1992
Thế vận hội Mùa hè 1992 (tiếng Tây Ban Nha: Juegos Olímpicos de Verano de 1992,  tiếng Catalunya: Jocs Olímpics d'estiu de 1992), tên chính thức là Thế vận hội Mùa hè lần thứ XXV (tiếng Tây Ban Nha: Juegos de la XXV Olimpiada,tiếng Catalunya: Jocs de la XXV Olimpíada), được tổ chức tại Barcelona, xứ Catalonia, Tây Ban Nha từ ngày 25 tháng 7 đến ngày 9 tháng 8 năm 1992. Thế vận hội này còn được biết đến rộng rãi với tên gọi Barcelona '92. Bắt đầu từ năm 1994, Ủy ban Olympic Quốc tế (IOC) quyết định tổ chức Thế vận hội Mùa hè và Mùa đông xen kẽ nhau vào các năm chẵn, do đó năm 1992 là lần cuối cùng hai kỳ Olympic mùa hè và mùa đông được tổ chức trong cùng một năm (với Thế vận hội Mùa đông 1992 được tổ chức tại Albertville, Pháp chỉ 5 tháng trước đó). Barcelona 1992 cũng là kỳ Thế vận hội thứ hai được tổ chức tại một quốc gia nói tiếng Tây Ban Nha, sau Mexico City 1968. 
Đây là kỳ Olympic đầu tiên sau khi Chiến tranh Lạnh kết thúc, và cũng là kỳ Thế vận hội đầu tiên kể từ Munich 1972 không bị ảnh hưởng bởi các cuộc tẩy chay chính trị. Đáng chú ý, năm 1992 cũng là lần đầu tiên Nam Phi được mời trở lại Thế vận hội sau 32 năm bị cấm thi đấu quốc tế do chính sách phân biệt chủng tộc apartheid. Đoàn Thể thao Cộng đồng các Quốc gia Độc lập (Unified Team), gồm các nước cộng hòa thuộc Liên Xô cũ (trừ các quốc gia vùng Baltic), dẫn đầu bảng tổng sắp huy chương với 45 HCV và tổng cộng 112 huy chương.

## Lựa chọn thành phố chủ nhà
Barcelona là thành phố lớn thứ hai của Tây Ban Nha và là thủ phủ của cộng đồng tự trị Catalonia. Đây cũng là quê hương của Chủ tịch Ủy ban Olympic Quốc tế (IOC) khi đó, ông Juan Antonio Samaranch, và câu lạc bộ bóng đá nổi tiếng châu Âu – FC Barcelona. Thành phố này từng là một trong những địa điểm tổ chức World Cup 1982. Vào ngày 17 tháng 10 năm 1986, tại Phiên họp thứ 91 của IOC ở Lausanne (Thụy Sĩ), Barcelona được chọn làm thành phố đăng cai Thế vận hội Mùa hè 1992, vượt qua các ứng viên khác gồm Amsterdam (chủ nhà Olympic 1928), Belgrade (Nam Tư), Birmingham (Vương quốc Anh), Brisbane (Úc) và Paris (Pháp). New Delhi (Ấn Độ) từng tuyên bố sẽ tranh cử nhưng rút lui vào tháng 3 năm 1986. Trong cuộc bỏ phiếu kín với sự tham gia của 85 trên tổng số 89 thành viên IOC, Barcelona giành chiến thắng với 47 phiếu bầu đa số. Ông Samaranch không tham gia bỏ phiếu. Tại phiên họp này, thành phố Albertville (Pháp) cũng được chọn là chủ nhà của Thế vận hội Mùa đông 1992. Về sau, Paris và Brisbane lần lượt được chọn đăng cai Thế vận hội Mùa hè 2024 và 2032.
Trước đó, Barcelona từng nộp hồ sơ xin đăng cai Thế vận hội Mùa hè 1936 nhưng thất bại – sự kiện cuối cùng được tổ chức tại Berlin, Đức. Để phản đối việc Thế vận hội được tổ chức bởi chế độ phát xít Đức, chính quyền Catalonia cùng chính phủ Mặt trận Bình dân mới được bầu của Tây Ban Nha đã kêu gọi tẩy chay Olympic Berlin và tổ chức một sự kiện thay thế mang tên “Thế vận hội Nhân dân” tại Barcelona. Tuy nhiên, đúng vào ngày khai mạc dự kiến (19 tháng 7 năm 1936), quân đội Tây Ban Nha tiến hành đảo chính, mở đầu cho cuộc Nội chiến Tây Ban Nha, khiến sự kiện này bị hủy bỏ.
| Thành phố  | Quốc gia                                   | Vòng | Vòng | Vòng |
| Thành phố  | Quốc gia                                   | 1    | 2    | 3    |
| ---------- | ------------------------------------------ | ---- | ---- | ---- |
| Barcelona  | Tây Ban Nha                                | 29   | 37   | 47   |
| Paris      | Pháp                                       | 19   | 20   | 23   |
| Belgrade   | Cộng hòa Liên bang Xã hội chủ nghĩa Nam Tư | 13   | 11   | 5    |
| Brisbane   | Úc                                         | 11   | 9    | 10   |
| Birmingham | Anh Quốc                                   | 8    | 8    | —    |
| Amsterdam  | Hà Lan                                     | 5    | —    | —    |

## Môn thể thao
Chương trình Thế vận hội Mùa hè 1992 bao gồm 257 nội dung thi đấu thuộc 25 môn thể thao sau:
| \| - Thể thao dưới nước - Nhảy cầu (4) - - Bơi lội (31) - - Bơi nghệ thuật (2) - - Bóng nước (1) - Bắn cung (4) - Điền kinh (43) - Cầu lông (4) - Bóng chày (1) - Bóng rổ (2) \| - Quyền Anh (12) - Canoeing - - Tốc độ (12) - Vượt chướng ngại vật (4) - Xe đạp - - Đường trường (3) - Lòng chảo (7) - Cưỡi ngựa - - Dressage (biểu diễn) (2) - Eventing (toàn năng) (2) - Show jumping (nhảy vượt rào) (2) \| - Đấu kiếm (8) - Khúc côn cầu trên cỏ (2) - Bóng đá (1) - Thể dục dụng cụ - - Thể dục nghệ thuật (14) - Thể dục nhịp điệu (1) - Bóng ném (2) - Judo (14) - Năm môn phối hợp hiện đại (2) - Chèo thuyền (14) \| - Thuyền buồm (10) - Bắn súng (13) - Bóng bàn (4) - Quần vợt (4) - Bóng chuyền (2) - Cử tạ (10) - Vật - - Tự do (10) - Greco-Roman (10) \| | | | |
| - Thể thao dưới nước - Nhảy cầu (4) - - Bơi lội (31) - - Bơi nghệ thuật (2) - - Bóng nước (1) - Bắn cung (4) - Điền kinh (43) - Cầu lông (4) - Bóng chày (1) - Bóng rổ (2) | - Quyền Anh (12) - Canoeing - - Tốc độ (12) - Vượt chướng ngại vật (4) - Xe đạp - - Đường trường (3) - Lòng chảo (7) - Cưỡi ngựa - - Dressage (biểu diễn) (2) - Eventing (toàn năng) (2) - Show jumping (nhảy vượt rào) (2) | - Đấu kiếm (8) - Khúc côn cầu trên cỏ (2) - Bóng đá (1) - Thể dục dụng cụ - - Thể dục nghệ thuật (14) - Thể dục nhịp điệu (1) - Bóng ném (2) - Judo (14) - Năm môn phối hợp hiện đại (2) - Chèo thuyền (14) | - Thuyền buồm (10) - Bắn súng (13) - Bóng bàn (4) - Quần vợt (4) - Bóng chuyền (2) - Cử tạ (10) - Vật - - Tự do (10) - Greco-Roman (10) |

### Môn thể thao trình diễn
- Basque pelota (10)

- Roller hockey (quad) (1)
- Taekwondo (16)

## Các quốc gia tham dự
Tổng cộng có 169 quốc gia cử vận động viên tham dự Thế vận hội Mùa hè 1992.
Với sự tan rã của Liên Xô, 12 trong số 15 quốc gia mới đã chọn hợp nhất thành một Đoàn thể thao thống nhất, trong khi ba nước vùng Baltic gồm Estonia và Latvia lần đầu tiên cử đội tuyển riêng kể từ năm 1936, còn Litva lần đầu tiên kể từ năm 1928. Bosnia-Herzegovina tham dự lần đầu tiên với tư cách là một quốc gia độc lập sau khi tách khỏi Nam Tư xã hội chủ nghĩa. Namibia và Yemen thống nhất (trước đây là Bắc Yemen và Nam Yemen) cũng có màn ra mắt Olympic tại kỳ Thế vận hội này. Croatia và Slovenia lần đầu tiên góp mặt tại Thế vận hội Mùa hè, sau khi đã tham dự Thế vận hội Mùa đông 1992 tại Albertville.
Thế vận hội Mùa hè 1992 cũng đánh dấu lần đầu tiên nước Đức thi đấu với tư cách là một đội tuyển thống nhất kể từ năm 1964, và là lần đầu tiên kể từ năm 1936 thi đấu như một quốc gia duy nhất sau khi được tái thống nhất. Nam Phi cũng trở lại Thế vận hội lần đầu tiên sau 32 năm vắng mặt.
Cộng hòa Liên bang Nam Tư bị cấm tham dự do các lệnh trừng phạt của Liên Hợp Quốc, tuy nhiên, một số vận động viên Nam Tư vẫn được phép thi đấu với tư cách là Vận động viên Olympic Độc lập. Bốn Ủy ban Olympic Quốc gia khi đó không cử vận động viên tham dự gồm: Afghanistan, Brunei, Liberia và Somalia.
| \| - Albania (8) - Algérie (38) - Samoa thuộc Mỹ (3) - Andorra (8) - Angola (39) - Antigua và Barbuda (13) - Argentina (107) - Aruba (5) - Úc (295) - Áo (107) - Bahamas (15) - Bahrain (13) - Bangladesh (6) - Barbados (17) - Bỉ (68) - Belize (10) - Bénin (6) - Bermuda (20) - Bhutan (6) - Bolivia (14) - Bosna và Hercegovina (10) - Botswana (6) - Brasil (195) - Quần đảo Virgin thuộc Anh (4) - Bulgaria (139) - Burkina Faso (4) - Cameroon (11) - Canada (304) - Quần đảo Cayman (10) - Trung Phi (16) - Tchad (7) - Chile (14) - Trung Quốc (246) - Colombia (51) - Cộng hòa Congo (7) - Quần đảo Cook (2) - Costa Rica (16) - Bờ Biển Ngà (13) - Croatia (41) - Cuba (187) - Síp (17) - Tiệp Khắc (209) - Đan Mạch (117) \| - Djibouti (8) - Cộng hòa Dominica (32) - Ecuador (13) - Ai Cập (83) - El Salvador (4) - Guinea Xích Đạo (7) - Estonia (37) - Ethiopia (23) - Fiji (19) - Phần Lan (89) - Pháp (376) - Gabon (8) - Gambia (5) - Đức (486) - Ghana (37) - Anh Quốc (376) - Hy Lạp (72) - Grenada (4) - Guam (22) - Guatemala (14) - Guinée (8) - Guyana (6) - Haiti (7) - Honduras (10) - Hồng Kông (38) - Hungary (222) - Iceland (29) - Ấn Độ (53) - Các đoàn tham gia Olympic độc lập (58) - Indonesia (47) - Iran (40) - Iraq (9) - Ireland (58) - Israel (31) - Ý (323) - Jamaica (36) - Nhật Bản (272) - Jordan (7) - Kenya (51) - CHDCND Triều Tiên (64) - Hàn Quốc (244) - Kuwait (36) - Lào (6) \| - Latvia (34) - Liban (13) - Lesotho (6) - Libya (6) - Liechtenstein (7) - Litva (47) - Luxembourg (6) - Madagascar (14) - Malawi (4) - Malaysia (28) - Maldives (7) - Mali (5) - Malta (7) - Mauritanie (6) - Mauritius (13) - México (134) - Monaco (2) - Mông Cổ (33) - Maroc (53) - Mozambique (6) - Myanmar (4) - Namibia (6) - Nepal (5) - Hà Lan (215) - Antille thuộc Hà Lan (4) - New Zealand (137) - Nicaragua (8) - Niger (3) - Nigeria (57) - Na Uy (85) - Oman (5) - Pakistan (27) - Panama (5) - Papua New Guinea (13) - Paraguay (30) - Perú (16) - Philippines (34) - Ba Lan (205) - Bồ Đào Nha (100) - Puerto Rico (75) - Qatar (31) - România (176) - Rwanda (10) - Saint Vincent và Grenadines (6) \| - Samoa (5) - San Marino (17) - Ả Rập Xê Út (9) - Sénégal (21) - Seychelles (11) - Sierra Leone (11) - Singapore (14) - Slovenia (35) - Quần đảo Solomon (1) - Nam Phi (94) - Tây Ban Nha (489) (chủ nhà) - Sri Lanka (11) - Sudan (6) - Suriname (6) - Eswatini (6) - Thụy Điển (192) - Thụy Sĩ (114) - Syria (10) - Đài Bắc Trung Hoa (37) - Tanzania (9) - Thái Lan (47) - Togo (6) - Tonga (5) - Trinidad và Tobago (7) - Tunisia (14) - Thổ Nhĩ Kỳ (47) - Uganda (8) - Đoàn thể thao hợp nhất (475) - UAE (14) - Hoa Kỳ (578) - Uruguay (23) - Vanuatu (6) - Venezuela (37) - Việt Nam (7) - Quần đảo Virgin thuộc Mỹ (24) - Yemen (13) - Zaire (20) - Zambia (9) - Zimbabwe (19) \| | | | |
| - Albania (8) - Algérie (38) - Samoa thuộc Mỹ (3) - Andorra (8) - Angola (39) - Antigua và Barbuda (13) - Argentina (107) - Aruba (5) - Úc (295) - Áo (107) - Bahamas (15) - Bahrain (13) - Bangladesh (6) - Barbados (17) - Bỉ (68) - Belize (10) - Bénin (6) - Bermuda (20) - Bhutan (6) - Bolivia (14) - Bosna và Hercegovina (10) - Botswana (6) - Brasil (195) - Quần đảo Virgin thuộc Anh (4) - Bulgaria (139) - Burkina Faso (4) - Cameroon (11) - Canada (304) - Quần đảo Cayman (10) - Trung Phi (16) - Tchad (7) - Chile (14) - Trung Quốc (246) - Colombia (51) - Cộng hòa Congo (7) - Quần đảo Cook (2) - Costa Rica (16) - Bờ Biển Ngà (13) - Croatia (41) - Cuba (187) - Síp (17) - Tiệp Khắc (209) - Đan Mạch (117) | - Djibouti (8) - Cộng hòa Dominica (32) - Ecuador (13) - Ai Cập (83) - El Salvador (4) - Guinea Xích Đạo (7) - Estonia (37) - Ethiopia (23) - Fiji (19) - Phần Lan (89) - Pháp (376) - Gabon (8) - Gambia (5) - Đức (486) - Ghana (37) - Anh Quốc (376) - Hy Lạp (72) - Grenada (4) - Guam (22) - Guatemala (14) - Guinée (8) - Guyana (6) - Haiti (7) - Honduras (10) - Hồng Kông (38) - Hungary (222) - Iceland (29) - Ấn Độ (53) - Các đoàn tham gia Olympic độc lập (58) - Indonesia (47) - Iran (40) - Iraq (9) - Ireland (58) - Israel (31) - Ý (323) - Jamaica (36) - Nhật Bản (272) - Jordan (7) - Kenya (51) - CHDCND Triều Tiên (64) - Hàn Quốc (244) - Kuwait (36) - Lào (6) | - Latvia (34) - Liban (13) - Lesotho (6) - Libya (6) - Liechtenstein (7) - Litva (47) - Luxembourg (6) - Madagascar (14) - Malawi (4) - Malaysia (28) - Maldives (7) - Mali (5) - Malta (7) - Mauritanie (6) - Mauritius (13) - México (134) - Monaco (2) - Mông Cổ (33) - Maroc (53) - Mozambique (6) - Myanmar (4) - Namibia (6) - Nepal (5) - Hà Lan (215) - Antille thuộc Hà Lan (4) - New Zealand (137) - Nicaragua (8) - Niger (3) - Nigeria (57) - Na Uy (85) - Oman (5) - Pakistan (27) - Panama (5) - Papua New Guinea (13) - Paraguay (30) - Perú (16) - Philippines (34) - Ba Lan (205) - Bồ Đào Nha (100) - Puerto Rico (75) - Qatar (31) - România (176) - Rwanda (10) - Saint Vincent và Grenadines (6) | - Samoa (5) - San Marino (17) - Ả Rập Xê Út (9) - Sénégal (21) - Seychelles (11) - Sierra Leone (11) - Singapore (14) - Slovenia (35) - Quần đảo Solomon (1) - Nam Phi (94) - Tây Ban Nha (489) (chủ nhà) - Sri Lanka (11) - Sudan (6) - Suriname (6) - Eswatini (6) - Thụy Điển (192) - Thụy Sĩ (114) - Syria (10) - Đài Bắc Trung Hoa (37) - Tanzania (9) - Thái Lan (47) - Togo (6) - Tonga (5) - Trinidad và Tobago (7) - Tunisia (14) - Thổ Nhĩ Kỳ (47) - Uganda (8) - Đoàn thể thao hợp nhất (475) - UAE (14) - Hoa Kỳ (578) - Uruguay (23) - Vanuatu (6) - Venezuela (37) - Việt Nam (7) - Quần đảo Virgin thuộc Mỹ (24) - Yemen (13) - Zaire (20) - Zambia (9) - Zimbabwe (19) |

## Bảng tổng sắp huy chương
Dưới đây là 10 quốc gia đoạt được nhiều huy chương vàng nhất.
| Hạng                | NOC                     | Vàng | Bạc | Đồng | Tổng số |
| ------------------- | ----------------------- | ---- | --- | ---- | ------- |
| 1                   | Đoàn thể thao hợp nhất‡ | 45   | 38  | 29   | 112     |
| 2                   | Hoa Kỳ                  | 37   | 34  | 37   | 108     |
| 3                   | Đức                     | 33   | 21  | 28   | 82      |
| 4                   | Trung Quốc              | 16   | 22  | 16   | 54      |
| 5                   | Cuba                    | 14   | 6   | 11   | 31      |
| 6                   | Tây Ban Nha             | 13   | 7   | 2    | 22      |
| 7                   | Hàn Quốc                | 12   | 5   | 12   | 29      |
| 8                   | Hungary                 | 11   | 12  | 7    | 30      |
| 9                   | Pháp                    | 8    | 5   | 16   | 29      |
| 10                  | Úc                      | 7    | 9   | 11   | 27      |
| Tổng số (10 đơn vị) | Tổng số (10 đơn vị)     | 196  | 159 | 169  | 524     |